# Sonny James
James Hugh Loden, conocido como Sonny James (1 de mayo de 1928 - 22 de febrero de 2016), fue un músico y compositor estadounidense de música country, popular por su canción de 1957 Young Love. Apodado "Southern Gentleman" ("El caballero del sur") por su carisma y amabilidad, su mayor éxito llegó cuando compuso canciones de amor. James consiguió ubicar 72 de sus producciones en las listas de éxitos entre 1953 y 1983, incluyendo una racha de cinco años sin precedentes de 16 sencillos número 1 entre sus 26 sencillos N.º 1. 21 de sus álbumes llegaron al top ten de la Música Country de 1964 a 1976. James fue galardonado con una estrella en el Paseo de la Fama de Hollywood en 1961. Fue presentado en el Salón de la Fama de la Música Country en el año 2007.

## Biografía

### Inicios musicales
James Hugh Loden nació el 1° de mayo de 1928 en Alabama, siendo sus padres Archie Lee 'Pop' Loden y Della Burleson Loden, encargados de una granja de 300 acres (120 hectáreas) afuera de Hackleburg, Alabama. Sus padres fueron músicos aficionados y su hermana Thelma Lee Loden Holcombe también tocaba instrumentos y cantaba desde la infancia. A la edad de tres años, ya tocaba la mandolina y cantaba siendo llamado "Sonny Boy". En 1933, la familia apareció en un programa de radio el cual se transmitía de manera regular los sábados previo a Muscle Shoals en la estación WMSD-AM en Alabama- Por ese tiempo, sus padres se ofrecieron como voluntarios para la crianza de una niña de Alabama llamada Ruby Palmer, siendo de esta manera parte del grupo musical y cantando con la Familia Loden, más tarde conocido como Sonny Loden y the Southerners (los sureños), cantando en teatros, auditorios y escuelas a través del Sur de los Estados Unidos.
Para este momento las presentaciones musicales de medio tiempo ya eran sostén para la familia, pero regresaban después de las giras a trabajar a la granja familiar. A los pocos años el padre decidió que fueran músicos profesionales y se dedicaron a tiempo completo. Arrendó la granja y tomaron un lugar diario por el radio en la estación KLCN, donde en el amanecer acompañaban el despertar de los madrugadores. Después tuvieron programas en varias estaciones de radio alrededor del Sur. En 1949, regresaron a Alabama, con un show en la estación de radio WSGN en Birmingham, Alabama. Cerca de la temporada de Navidad de ese año, las dos chicas se casaron en West Memphis, Arkansas en una ceremonia doble y abandonaron el grupo. Los padres encontraron otras chicas que tomaron sus lugares, pero el grupo se desbandó (los padres regresaron Hackleburg y abrieron un almacén de ropa, donde James trabajó mientras terminaba el año final de la secundaria (High School). Durante el verano de 1950, trabajó con una banda, algunas veces cantando pero era más utilizado tocando la guitarra en Memphis, Tennessee en la estación de radio WHBQ.
El 9 de septiembre de 1950, su carrera fue interrumpida por la guerra de Corea, cuando fue llamado por la unidad de la Guardia Nacional de Alabama. Después del servicio militar en Corea, se mudó a Nashville donde permaneció una semana con Chet Atkins y su esposa. Se había acomodado con Atkins en sus inicios en Raleighm Carplina del Nirte cuando tocaban en la misma estación de radio. Atkins invitó al ejecutivo de Discos Capitol Ken Nelson a reunirse para cenar. James comentó: "Después de cenar Chet y yo tocamos nuestras guitarras de madera. Tocamos pocas canciones que había escrito, mientras Chet le dijo a Ken: "Que piensas de esto, Ken?" Y dijo: "Me gustaría grabarlo". Nelson le dijo que había que cambiar su nombre para tener credibilidad profesional porque había varios músicos llamados Londen, Louden o Luden y que "James" podría ser fácil de recordar. "Los niños podrían recordar Sonny James". Así se liberó su primera grabación en el estudio como Sonny James. Nuebtras aparecía en Louisiana Rayride, conoció al músico Slim Whitman. James se presentó tocando y cantando, obteniendo una fuerte respuesta del público, por lo cual Williams lo invitó al frente de la banda para su nueva gira. James permaneció con el grupo de Whitman por dos meses, cuando Whitman sintió que podría trabajar en cualquier club sin necesidad que la banda le pagara. La familia Loden tuvo una presentación en una escuela agregándose Sonny estando pocos shows hasta que Whitman pudo encontrar a un sustituto. Por el resto de su carrera nunca se presentaría en un club. Por los pocos años siguientes tuvo varias canciones que eran muy buenas para las listas de la Música Country y desarrolló su carrera con presentaciones en vivo en los espectáculos de Música Country. Apareció en la radio, incluyendo Big D Jamboree, antes de cambiarse al medio importante que aparecía en ese tiempo: la televisión, en donde tuvo presentaciones frecuentes y exitosas en el programa Ozark Jubilee en Springfield, Misuri, iniciando en octubre de 1955.
Siguiendo su gran racha de hits número 1, también es recordado por la canción hit en el lugar N°6 "A Little Bit South of Saskatoon" que el año 1977 comedia con Päul Newman del hockey Slap Shot.

## Discografía

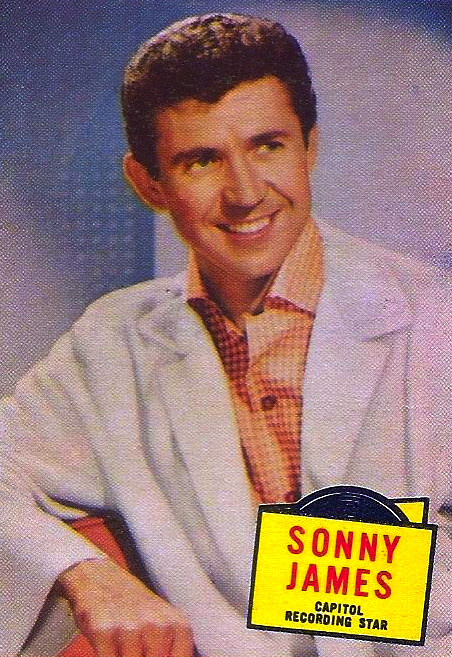
Sonny James en 1957

### Década de 1950
- The Southern Gentleman - 1957
- Honey - 1958

### Década de 1960
- The Minute You're Gone	- 1963
- You're the Only World I Know - 1964
- I'll Keep Holding On (Just to Your Love) - 1965
- Behind the Tear - 1965
- True Love's a Blessing	- 1965
- Till the Last Leaf Shall Fall - 1966
- I'll Never Find Another You - 1967
- A World of Our Own - 1967
- Heaven Says Hello - 1968
- Born to Be with You - 1968
- Only the Lonely - 1969

### Década de 1970 y 1980
- It's Just a Matter of Time - 1970
- My Love/Don't Keep Me Hangin' On - 1970
- Empty Arms - 1971
- The Sensational Sonny James - 1971
- Here Comes Honey Again - 1971
- That's Why I Love You Like I Do	- 1972
- When the Snow Is on the Roses - 1972
- The Greatest Country Hits of '72 - 1973
- If She Helps Me Get Over You - 1973
- Is It Wrong - 1974
- Mis Esposa Con Amor (To My Wife with Love) - 1974
- A Little Bit South of Saskatoon/Little Band of Gold - 1975
- The Guitars of Sonny James - 1975
- Country Male Artist of the Decade - 1975
- 200 Years of Country Music - 1976
- When Something Is Wrong with My Baby - 1976
- You're Free to Go - 1977
- This Is the Love - 1978
- Sunny Side Up - 1979
- I'm Looking Over the Rainbow - 1982